# Ignaz Parhamer

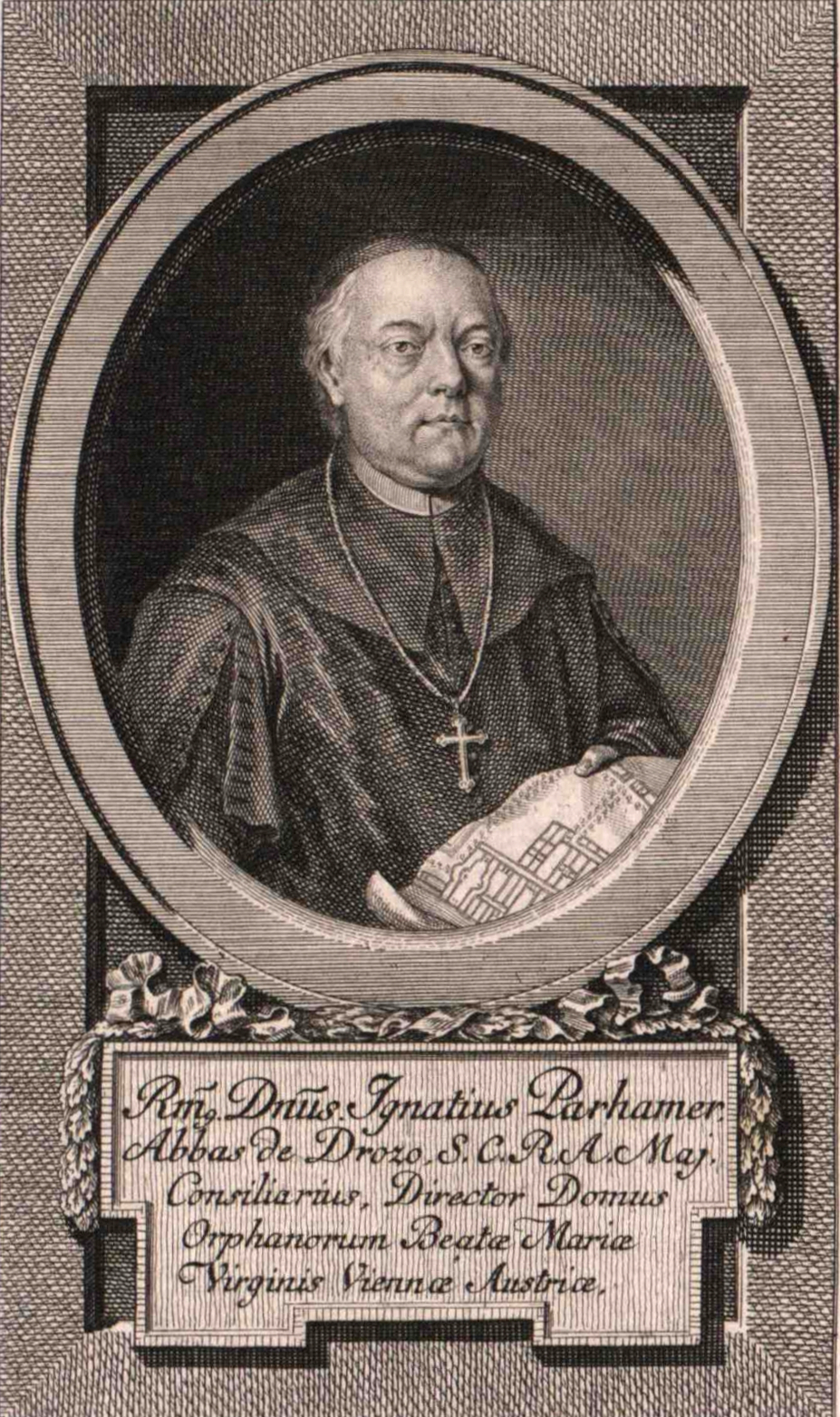
Ignaz Parhamer

Ignaz Parhamer SJ (* 15. Juni 1715 in Schwanenstadt, Oberösterreich; † 1. April 1786 in Wien) war Pädagoge und Jesuit.

## Leben
Parhamer förderte den Schulbesuch bei der Stadtbevölkerung und vor allem die religiöse Unterweisung. Er verfasste Katechismen und baute die Christenlehrbruderschaft aus.
Seine Beziehungen zum Kaiserhaus qualifizierten ihn 1752 zum ersten Praeses (Präsidenten) der Keuschheitskommission.  Parhamer wurde 1758 der Beichtvater von Franz I. Stephan.
Ab 1759 leitete er das Wiener Waisenhaus mit dem Militär abgeschauten Methoden und entsprechendem Drill.
Zur Weihe der dem Haus angeschlossenen Kirche – heute Maria Geburt im dritten Wiener Gemeindebezirk – dirigierte 1768 der damals zwölfjährige Mozart eine von ihm als Auftragswerk komponierte Messe, vermutlich die Messe in c-Moll KV 139. Parhamers Einrichtung wurde Vorbild für ähnliche Einrichtungen in der Habsburgermonarchie. 1781/82 amtierte er als Rektor der Universität Wien. Parhamer wurde am Sankt Marxer Friedhof in Wien beerdigt.
Im Jahr 1894 wurde in Wien-Hernals (17. Bezirk) der Parhamerplatz nach ihm benannt, sowie das auf dem Platz beheimatete Parhamergymnasium.

## Werk
- Historischer Catechismus, 3 Bände, 1752–56.
- Vollkommener Bericht von der Beschaffenheit des Waisenhauses Unser Lieben Frau auf dem Rennwege zu Wien in Oesterreich. Mit Erlaubniß der löbl. k.k. Büchercensur zum Drittenmal hrsg. und den Stiftern und Gutthätern zur schuldigen Dankbarkeit ausgetheilt im Jahre 1774, Kaliwoda, Wien, 1774